# Paul Hwang Cheol-soo
Paul Hwang Cheol-soo (coreano 황철수) (Miryang, Coreia do Sul, 15 de abril de 1953) é um clérigo sul-coreano e bispo católico romano emérito de Pusan.
Paul Hwang Cheol-soo recebeu o Sacramento da Ordem em 5 de fevereiro de 1983.
Em 17 de janeiro de 2006, o Papa Bento XVI o nomeou bispo titular de Vicus Pacati e o nomeou bispo auxiliar em Pusan. O bispo de Pusan, Agostinho Cheong Myong-jo, o consagrou bispo em 24 de fevereiro do mesmo ano; Os co-consagradores foram o Bispo de Masan, Francis Xavier Ahn Myong-ok, e o Bispo de Andong, John Chrisostom Kwon Hyok-ju. Em 21 de novembro de 2007, Bento XVI o nomeou ao Bispo de Pusan.
Em 18 de agosto de 2018, o Papa Francisco aceitou a renúncia de Paul Hwang Cheol-soo.